# 牧野由依の大門ドロビッチ
牧野由依の大門ドロビッチ（まきのゆいのだいもんドロビッチ）は、2006年11月15日 -2007年5月2日 、超!アニメロ内の超!放送局にて放送されたインターネットラジオ番組。
更新日は隔週の水曜日19時頃。

## パーソナリティ
- 牧野由依

## コーナー
- 牧野由依の巷ベスト3（#1 -）
  - 特定の年代にスポットを当て、そのベスト3を考えるコーナー
- 鼻から牛乳（ハナギュー）（#4 - #6）
  - 日常の失敗など、人に言えない内容を募集。
- 格好良い大人と格好悪い大人の見分け方（#7 - #9）
  - 牧野由依が格好良い大人になる為に、見分け方を募集。
- 由依のむぎゅっ!診察室（#10 -）
  - リスナーからの悩みや相談を、独断と偏見で解決する。

## エピソード
- この番組を大門で収録している事から名づけられた。
- 姉妹番組の牧野由依の表サンドロビッチの前に収録することが多い。（#6はサンドロを先に収録）
- 2007年5月22日の最終回では自宅で自らバッキングを打ち込んで録音した試作段階の自作曲を3曲公開、このうち3曲目の「ソルフェージュ」が晴れてセカンドアルバム「マキノユイ。」に収録されて日の目を見ることとなった。